# Università di Manchester
L'Università di Manchester (denominazione ufficiale in lingua inglese: "The University of Manchester") è una università situata a Manchester, nel Regno Unito, nata dalla fusione dell'Università Victoria di Manchester e l'Istituto di scienza e tecnologia dell'Università di Manchester.

## Storia
L'Università di Manchester è nata nel 2004 dalla fusione di due precedenti università: l'Università Victoria di Manchester e l'Istituto di scienza e tecnologia dell'Università di Manchester (UMIST).

## Organizzazione

la «Campus map»

È formata da quattro facoltà:
- Ingegneria e scienze fisiche
- Medicina
- Scienze naturali
- Scienze umane